# Elizabeth Hubbard
Elizabeth Hubbard (22 de diciembre de 1933-8 de abril de 2023) fue una actriz estadounidense, conocida por su papel de Althea Davis en la telenovela diurna de la NBC The Doctors (1964-1978, 1981-1982), por el que recibió el Premio Daytime Emmy a la mejor actriz en la dramática serie de televisión en 1974, y por su papel de la empresaria Lucinda Walsh en la telenovela de la CBS As the World Turns (1984-2010), por el que recibió ocho nominaciones a los premios Daytime Emmy. Hubbard también actuó en películas como Nunca canté para mi padre (1970), The Bell Jar (1979) y Ordinary People (1980), y recibió otro premio Emmy por interpretar a la ex Primera dama Edith Wilson en el telefilme First Ladies Diaries: Edith Wilson (1976).

## Primeros años
Hubbard nació el 22 de diciembre de 1933 en Nueva York, hija de Elizabeth Wright Hubbard y Benjamin Alldritt Hubbard. Su madre, médica, fue pionera en homeopatía y una de las primeras mujeres en licenciarse en Medicina por la Universidad de Columbia. Tuvo dos hermanos, Theodore y Merle, mánager de talentos de ópera.
Hubbard estudió en el Radcliffe College y se licenció summa cum laude en 1955. Prosiguió su formación teatral en la Real Academia de Arte Dramático (RADA) de Londres, donde fue la primera estadounidense en recibir la medalla de plata de la escuela.[cita requerida] Se graduó en la RADA en 1957. Estuvo casada con el peletero David Bennett de 1970 a 1972; tuvieron un hijo, Jeremy Bennett (nacido el 20 de septiembre de 1971).[cita requerida]
Hubbard murió de cáncer en su casa de Roxbury (Connecticut), el 8 de abril de 2023, a los 89 años.

## Carrera

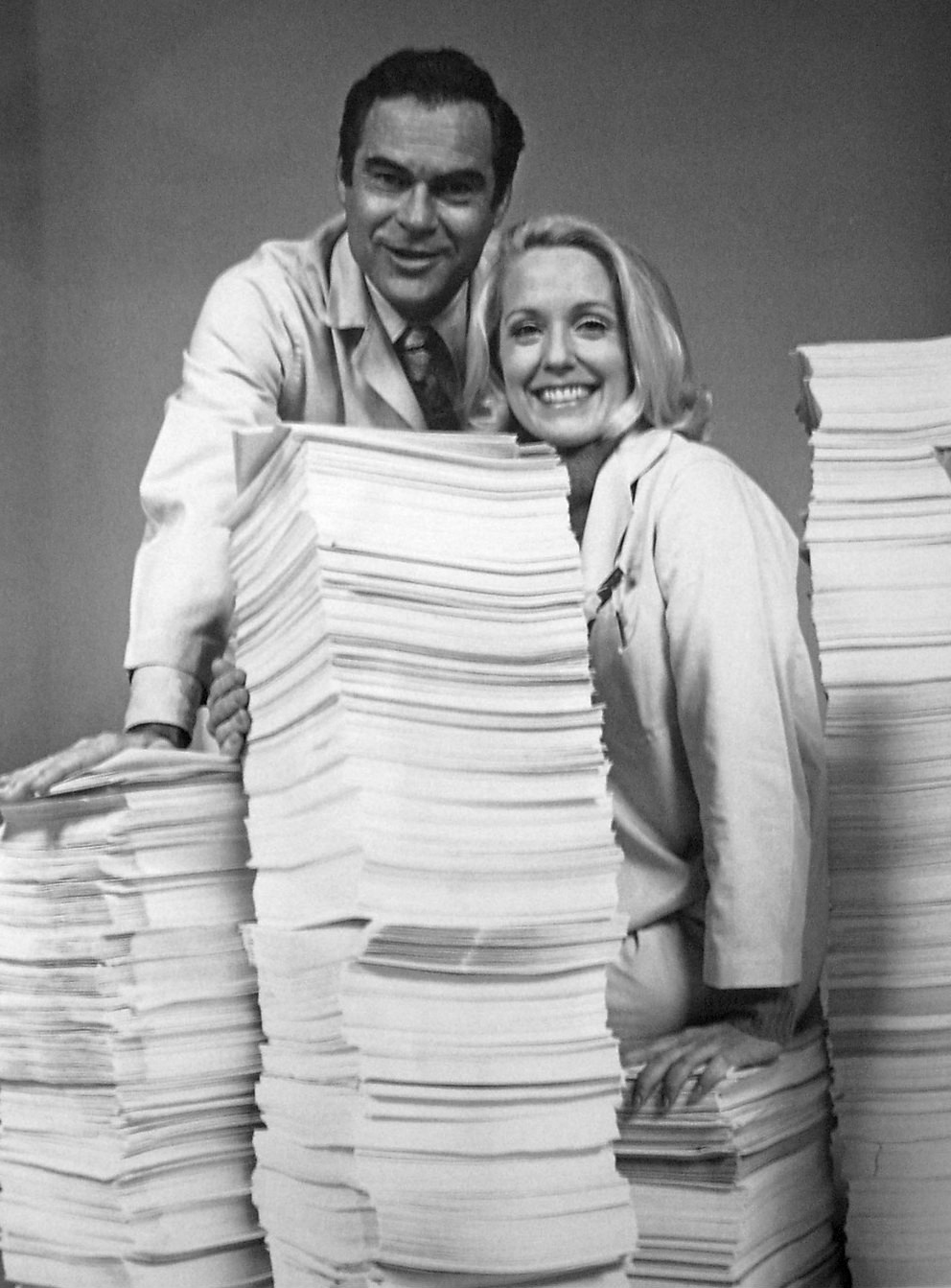
Hubbard con James Pritchett celebrando el décimo aniversario de The Doctors en 1973

Hubbard debutó en Broadway como actriz sustituta en una reposición de La ópera de tres centavos en 1955. Posteriormente actuó en 14 producciones de Broadway, entre ellas The Passion of Josef D., Los físicos (por la que recibió en 1965 el premio Clarence Derwent a la mujer más prometedora), A Time for Singing, A Day in the Death of Joe Egg, I Remember Mama y Dance a Little Closer. Hubbard comenzó su carrera en la pantalla en 1962, interpretando a Anne Fletcher en la telenovela Guiding Light. Al año siguiente, se unió al reparto de The Edge of Night como Carol Kramer. En 1964, estrenó el papel de la Dra. Althea Davis en la telenovela The Doctors de la NBC, que llevaba un año en antena. Hubbard interpretó el papel hasta octubre de 1969, cuando lo abandonó para seguir una carrera en Hollywood. Retomó el papel el 1 de octubre de 1970  y continuó con él hasta 1977. Regresó de nuevo en 1981 y permaneció en la serie hasta su cancelación en 1982. En 1974, Hubbard recibió el primer Premio Daytime Emmy a la mejor actriz en la dramática serie de televisión. La unión de Hubbard con el Dr. Nick Bellini (Gerald Gordon) les convirtió en una de las parejas románticas más populares de las telenovelas, dominando la trama de la serie durante la última mitad de los años sesenta y la mayor parte de los setenta.
En 1970, Hubbard debutó en la gran pantalla en la película dramática nominada al Óscar Nunca canté a mi padre, junto a Melvyn Douglas y Gene Hackman. En 1976, Hubbard ganó otro premio Emmy por su interpretación de Edith Wilson en el telefilme First Ladies Diaries: Edith Wilson. También apareció en las películas The Bell Jar (1979), Ordinary People (1980), Cold River (1982), Camino a la Fama (2000) y The Treatment (2006).
Tras la cancelación de The Doctors, Hubbard se unió al reparto de One Life to Live en el papel recurrente de la matrona de sociedad Estelle Chadwick. En 1984, se incorporó a As the World Turns en el papel de la empresaria Lucinda Walsh. Fue nominada nueve veces al Emmy por este papel. Hubbard abandonó el programa en 1999 debido a un desacuerdo sobre la dirección del personaje, pero el nuevo productor ejecutivo de la serie la convenció para que regresara varios meses después. Hubbard protagonizó un destacado episodio en 2005, cuando a su personaje se le diagnosticó un cáncer. Apareció en el episodio del quincuagésimo aniversario de la serie en abril de 2006, y permaneció en la serie hasta su último episodio, en septiembre de 2010.
En julio de 2009, empezó a interpretar un papel recurrente en la telenovela holandesa Goede Tijden, Slechte Tijden (Good Times, Bad Times), e interpretó el papel de Sair Poindexter, una sexóloga estadounidense y madre del personaje Irene Huygens, interpretado por Anita Donk. Hubbard, que viajaba con frecuencia a la provincia holandesa de Frisia, donde reside su novio, fue elegida para el papel tras conocer a los guionistas en una de sus visitas. As the World Turns también se emitía en los Países Bajos, por lo que Hubbard ya era conocida allí.
En 2015, Hubbard interpretó a Eva Montgomery en la telenovela web Anacostia. En 2016 fue nominada al Daytime Emmy a la mejor actriz en una serie dramática digital diurna por este papel.

## Filmografía
| Año                  | Título                             | Papel                | Notas |
| -------------------- | ---------------------------------- | -------------------- | --- |
| 1962                 | Guiding Light                      | Anne Fletcher        | mayo de 1962 a 31 de octubre de 1962 |
| 1963                 | The Edge of Night                  | Carol Kramer         | Serie regular |
| 1964–1977, 1981–1982 | The Doctors                        | Dr. Althea Davis     | Serie regular Premio Daytime Emmy a la mejor actriz en la dramática serie de televisión (1974) |
| 1970                 | El virginiano                      | Mary Marshall        | Episodio: "You Can Lead a Horse to Water" |
| 1970                 | Marcus Welby, M.D.                 | Dr. Gardner          | Episodio: "The Other Side of the Chart" |
| 1970                 | The Ceremony of Innocence          | Reina Emma           | Telefilme |
| 1970                 | Nunca canté para mi padre          | Peggy                | |
| 1976                 | First Ladies Diaries: Edith Wilson | Edith Wilson         | Telefilme Premio Daytime Emmy a la mejor actriz en un especial dramático diurno |
| 1979                 | The Bell Jar                       | Vikki St. John       | |
| 1980                 | Ordinary People                    | Ruth                 | |
| 1982                 | Cold River                         | Pauline Hood Allison | |
| 1983–1984            | One Life to Live                   | Estelle Chadwick     | Serie regular |
| 1984–2010            | As the World Turns                 | Lucinda Walsh        | Serie regular Nominada — Premio Daytime Emmy a la mejor actriz protagonista de una serie dramática (1986-1992, 1999) Nominada — Premio Soap Opera Digest a la mejor villana de una serie dramática – Daytime (1986, 1988) Nominada — Premio Soap Opera Digest a la Mejor Actriz Protagonista de Drama Diurno (1986, 1989-1994) Nominada — Premio Soap Opera Digest a la mejor actriz cómica: Daytime (1990) Nominada — Premio Soap Opera Digest a la Mejor Actriz de un espectáculo (1997) Nominada — Premio Soap Opera Digest al Regreso Favorito (2000) |
| 1992                 | Law & Order                        | Mrs. Cleary          | Episode: "The Corporate Veil" |
| 2000                 | Camino a la fama                   | Joan Miller          | |
| 2002                 | The Job                            | Suegra de Mike       | Episodio: "Vacation" |
| 2005                 | Hope & Faith                       | Arlene               | Episodio: "Catering-a-ding-ding" |
| 2006                 | The Treatment                      | Claire Marshall      | |
| 2008                 | Life on Mars                       | madre de Sam         | Episodio: "Tuesday's Dead" |
| 2009                 | Goede tijden, slechte tijden       | Sair Poindexter      | 19 episodios |
| 2015-2018            | Anacostia                          | Eva Montgomery       | 9 episodios Nominada — la mejor actriz en una serie dramática digital diurna por este papel (2016) Nominated — Indie Series Awards a la Mejor Actriz Invitada - Drama (2016-2017) |